# 祥應寺
祥應寺（しょうおうじ）は、東京都国分寺市本多にある黄檗宗の寺院。祥応寺とも表記される。

## 歴史
祥應寺の前身は鎌倉時代、伝祥應寺跡（国分寺市西元町・黒鐘公園北方）に起こる。開山由緒は不明であるが跡地から板碑が発掘されており阿弥陀信仰の盛んな寺院であったようである。
江戸時代の地誌（武蔵名勝図会）によると、地元の住民が跡地から鉄の阿弥陀像二体を掘り出し、のちに府中の六所宮（大國魂神社）に阿弥陀堂を建てて祀った。鉄（くろがね）の仏が掘り出されたことからこの地を「黒金」と呼んでいる。祥應寺の山号はこの地名に由来する。
享保2年（1717年）、国分寺村名主本多家が廃寺となっていた祥應寺の再興を発願。黄檗宗の僧恢門道頂禅師を懇請し再興した。
江戸幕府八代将軍徳川吉宗の享保の改革にともない、国分寺村名主本多三左衛門の子、儀右衛門と仲右衛門の兄弟によって本多新田（現・国分寺市本多）が開拓される。
享保11年（1726年）、住民の菩提所を設けるにあたり祥應寺の引寺が許され、祥應寺は万葉植物コノテガシワの古木とともに跡地から現今の地に移され今日に至る。

## 文化財

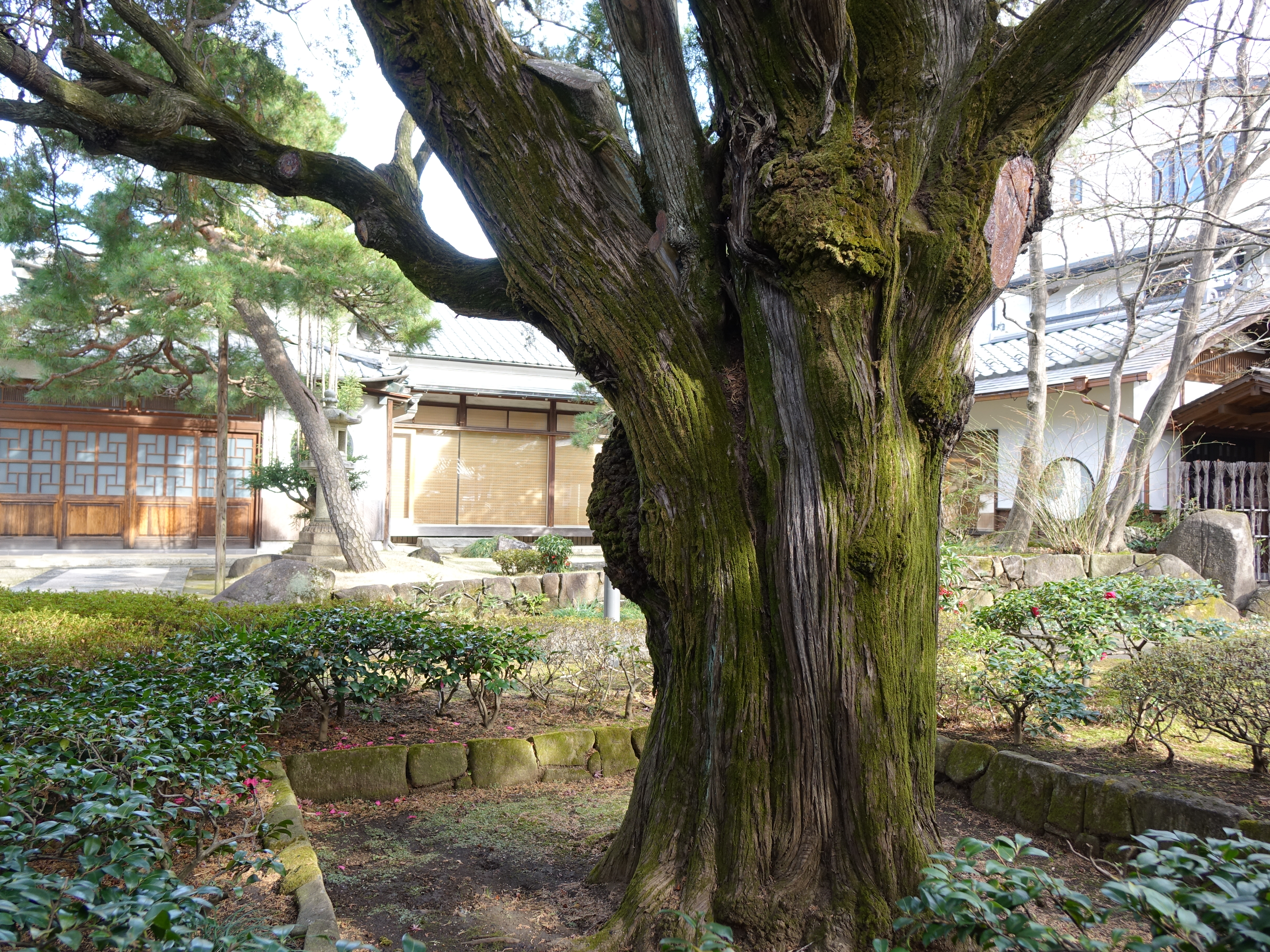
祥應寺のコノテガシワ（国分寺市重要天然記念物）

祥應寺のコノテガシワ
（国分寺市重要天然記念物）
コノテガシワ（児の手柏）は万葉集に登場する。作者の背奈行文は武蔵国分寺を創建した高倉福信の叔父であり、祥應寺のコノテガシワは背奈氏ゆかりの植物といわれている。
典薬寮の記録にコノテガシワの種子である「柏子仁」の名が出てくることから、コノテガシワは薬用として古い時代から渡来人によって齎されていた。

祥應寺の児の手柏（コノテガシワ）は享保11年（1726年）頃、武蔵国分尼寺跡北方に位置する伝祥應寺跡から移植されたものである。推定樹齢は600年とされており、この品種では幹周、樹高ともに日本最大級である。

## 施設
- 大願堂ーチーク材で建立された六角堂に開運地蔵尊が祀られ、毎月２４日の地蔵縁日に御開帳されている。
- 弥勒堂ー大願堂の地下に弥勒菩薩が祀られ、弥勒浄土を幻出する納骨施設『武蔵陵苑』がある。
- きわだ斎場ー宗教宗派を問わず利用できる葬儀式場。
- 喫茶去KAIPANーきわだ斎場に併設する寺カフェ。

## 関連文献
- 「黒金の由来」『武蔵名勝図会』 多磨郡之部巻4、植田孟縉（稿）・小林幸次郎（編・出版）、1926年。NDLJP:1172202/5。
- 「黒鉄祥應寺跡」『新編武蔵風土記稿』 巻ノ92多磨郡ノ4、内務省地理局、1884年6月。NDLJP:763988/86。
- 「本多（本田）新田」『新編武蔵風土記稿』 巻ノ128多磨郡ノ40、内務省地理局、1884年6月。NDLJP:763995/109。